# Victor Sângeorzan
Victor Sângeorzan (n. 18 februarie 1882, Rodna – d. 1951, Rodna) a fost un delegat în Marea Adunare Națională de la Alba Iulia, organismul legislativ reprezentativ al „tuturor românilor din Transilvania, Banat și Țara Ungurească”, cel care a adoptat hotărârea privind Unirea Transilvaniei cu România, la 1 decembrie 1918.:p.127-128

## Biografie
Victor Sângeorzan a studiat șapte clase, fiind muncitor și, mai târziu, membru al organizației Partidului Social-Democrat Român din Rodna. După 1918, acesta a fost viceprimar și, apoi, primar în Rodna. A decedat în 1951 :p.128

## Activitatea politică

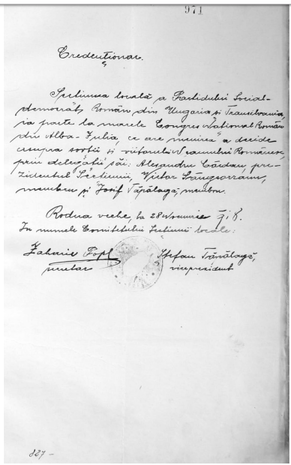
Credenționalul Secției locale a Partidului Social-Democrat Român din Ungaria și Transilvania, în care scrie ca Victor Sângeorzan a fost ales, la data de 28 noiembrie 1918, deputat în Marea Adunare Națională de la Alba Iulia, 1918

Ca deputat în Adunarea Națională din 1 decembrie 1918, Victor Sângeorzan a reprezentat Secția română a Partidului Social-Democrat din Rodna:p.127, alături de Alexandru Cârdan și Iosif Tăpălagă:p.71.